# Kauai
Kauai a Hawaii-szigetek nyolc nagy szigetének egyike, Niihau után a legészakabbi. A sziget az Amerikai Egyesült Államok 24. legnagyobb szigete. Vulkáni eredetű, az 1598 m magas Kawaikini vulkán hozta létre. Jól termő sziget, többnyire cukornádat termesztenek rajta. Beceneve: Kert-sziget. Itt találhatóak az első petroglifák, vagyis kőbe vésett szimbolikus jelek, amiket még a polinézek hagytak hátra (ilyen jelek találhatóak Mauin is).

## Történelme
A monda szerint a szigetet egy polinéz hajós fedezte fel, aki a helyet kedvenc fiáról nevezte el. Ez alatt Kauai királya Kaumualii volt, a Hawaii királyság uralkodója pedig Kamehameha volt. Kauainak és apjának, Niihaunak még sikerült utolsónak Hawaii-hoz csatlakozniuk. Kamehameha ekkor kezdte el támadni a Kauai-szigetet. Kétszer támadt nagy hajókkal és kenuval, de mind a kétszer kudarcot vallott. Először a nagy vihar, aztán meg a járvány miatt. Később Kaumualii saját maga csatlakozott Hawaiihoz, hogy így megakadályozza a támadásokat.
James Cook kapitány 1778-ban talált rá elsőként Kauai szigetére.
1816-ban a szigeten George Scheffer német származású orosz utazó, orvos, gyógyszerész egy orosz kolóniát alapított, amelynek egy erődöt is épített a szigeten, a helyi bennszülött lakosok segítségével. Az erődítményben számos házon kívül egy templom és egy óratorony is helyet kapott. Az erőd maradványai, amely a Russian Fort Elizabeth nevet viseli, ma is látogathatók és a sziget egyik kiemelkedő turista célpontjának számít.

## Földrajza
A Hawaii-szigetek – így Kauai is – valójában egy tengeralatti hegylánc csúcsai, melyet a földkéreg repedéseibõl 25 millió éven keresztül kiömlõ láva hozott létre. A sziget észak-déli irányban 53, kelet-nyugatiban 40 km széles
Kauai földje vörös színű, tengerpartján található a Na Pali azaz sziklás hegység. Ezen a szigeten találhatók a Waimea-kanyonok és a Waimea-folyó mellett a legszebb vízesés (Waimea régen a főváros volt ma már a főváros Lihue).
Kauain találhatón a föld legcsapadékosabb hegye is, a Waialeale.

## Éghajlata
Trópusi sziget, gyakran, akár naponta többször váltják egymást az esős és napos időszakok. Az időjárás nem ingadozó általában 20-30 °C körül van a hőmérséklet, de télen is csak 5-10 fokkal hűl le az idő.
A sok eső hatására kialakult dús növényzet és a dús erdők miatt sokan nevezik kert-szigetnek is.

## Érdekességek
Kauai kedvelt hely Hollywoodi filmek forgatásaként. Több mint 70 filmet forgattak ezen a helyen (Lilo & Stich vagy a Jurassic Park).

## Külső hivatkozások
- Utazona.hu – Hawaii
- Pallas [Tiltott forrás?]